# Comuna Alexeevca, Ungheni
Comuna Alexeevca este o comună din raionul Ungheni, Republica Moldova. Este formată din satele Alexeevca (sat-reședință), Lidovca și Săghieni.

## Demografie
Conform datelor recensământului din 2014, comuna are o populație de 1.093 de locuitori. La recensământul din 2004 erau 1.215 locuitori.

## Administrație și politică
Componența Consiliului local Alexeevca (9 consilieri), ales la 5 noiembrie 2023, este următoarea:
|  | Partid                                       | Consilieri | Componență | Componență | Componență | Componență | Componență | Componență |
|  | -------------------------------------------- | ---------- | ---------- | ---------- | ---------- | ---------- | ---------- | ---------- |
|  | Partidul Socialiștilor din Republica Moldova | 6          |            |            |            |            |            |            |
|  | Partidul Comuniștilor din Republica Moldova  | 1          |            |            |            |            |            |            |
|  | Partidul Acțiune și Solidaritate             | 1          |            |            |            |            |            |            |
|  | Partidul Social Democrat European            | 1          |            |            |            |            |            |            |